# Trencsényi-Waldapfel Imre
Trencsényi-Waldapfel Imre (Budapest, 1908. június 16. – Budapest, 1970. június 2.) állami díjas és kétszeres Baumgarten-díjas magyar klasszika-filológus, irodalomtörténész, vallástörténész, egyetemi tanár, műfordító, a Magyar Tudományos Akadémia levelező (1949), majd rendes (1950) tagja. Kutatási területei az antik irodalomtörténet, a vallástörténet, a magyar irodalomtörténet és a humanizmus voltak.

## Élete
Zsidó családba született Budapesten. Édesapja dr. Waldapfel János főgimnáziumi tanár volt. Édesanyja Weiss Anna. 1932-ben magyar–latin–görög szakon végzett a Pázmány Péter Tudományegyetemen, ahol Horváth János, Kerényi Károly, Hornyánszky Gyula tanítványa volt. 1937–38-ban ő és Hajnal Anna szerkesztették az Argonauták című folyóiratot. 1938-ig magántanár volt. 1938–1946 között az Új Idők Rt.-nél lektori munkát végzett, s bedolgozott az Új Idők lexikonába is. 1946–1948 között a Fővárosi Népművelési Központ munkatársa lett, valamint az Új Szó című újság rovatvezetője. 1948. június 26-án egyetemi tanári kinevezést kapott, s megbízták a Szegedi Tudományegyetem klasszika-filológiai tanszékének vezetésével. Az 1949/1950-es tanévben a szegedi egyetem rektora volt. 1950–1970 között az Eötvös Loránd Tudományegyetem latin–görög filológiai intézetét vezette. 1950 és 1953 között az ELTE rektori teendőit is ellátta. A Magyar Írók Szövetsége 1956. december 28-i taggyűlésén – a tagság túlnyomó többségével ellentétben – az 1956-os forradalommal szemben foglalt állást.

## Munkássága
Részt vett az úttörőmozgalom szervezésében és pedagógiai irányításában. A Magyar Ókortudományi Társaság tagja és egy ideig elnöke volt. Feleségével több kötet ifjúsági mesét adott ki, bevezetőket írt görög és latin szerzők műveinek magyar kiadásához. Hozzávetőlegesen négyszáz tanulmánya jelent meg, melyek tárgyköre Hésziodosztól Gorkijig és Küküllei Jánostól József Attiláig terjed. Életművében a tudományos oktatói és irodalmi tevékenység elválaszthatatlan egységet alkot. Legtöbb írása a görög és latin antikvitással s ennek továbbélésével foglalkozott. Vizsgálta a magyar és latin költői gyakorlat egymásra hatását. Több világirodalmi antológiát szerkesztett. 1955-ben az ő szerkesztésében és jórészt fordításában jelentek meg Cicero válogatott művei. Rámutatott a betlehemezés antik párhuzamára, elsőnek írt a Pásztori Magyar Vergilius bevezetésében a regölés szokásának ókori előzményeiről. Sokat tett a klasszikus humanizmus íróinak megismertetéséért, ilyen műve a Görög irodalomtörténet, valamint a Klasszikus arcképek tíz füzete. Filozofikus szemlélet jellemzi Erasmus és magyar barátai című tanulmánya. Foglalkozott vallástörténeti kutatásokkal és feleségével népmese-feldolgozásokat is vizsgált, írt modern meséket is. Jelentős műfordítói tevékenysége, lefordította Hésziodosz eposzait, Menandrosz Az embergyűlölő című darabját, Szophoklész Antigoné című tragédiáját, Aiszkhülosztól a Leláncolt Prométheuszt.

## Családja
Waldapfel János (1866–1935) pedagógus és Weisz Anna fia, Waldapfel József (1904–1968) irodalomtörténész, egyetemi tanár és Waldapfel Eszter (1906–1968) könyvtáros, történész öccse és Waldapfel László (1911–1942) matematikus bátyja. 
Házastársa Petrolay Margit volt, akivel 1934. szeptember 1-jén Budapesten kötött házasságot.

## Művek (válogatás)

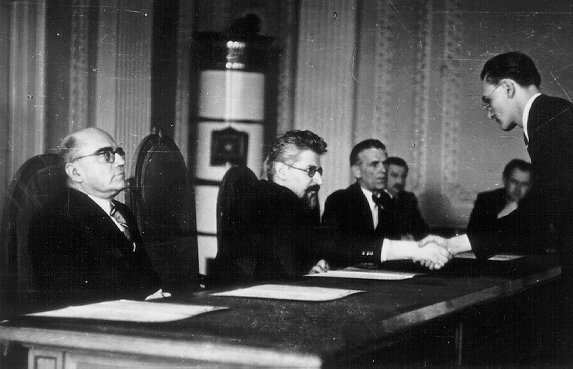
Doktorrá avatás 1950-ben, a képen Trencsényi-Waldapfel Imre, a szegedi egyetem rektora fog kezet az avatandóval

### Tanulmányok
- Gyöngyösi-dolgozatok; Pallas, Bp., 1932 (Irodalomtörténeti füzetek)
- Humanizmus és nemzeti irodalom. Irodalomtörténet, 1933
- Az ezüstpagoda. Petrolay Margit, Trencsényi W. Imre meséi; Dante, Bp., 1934
- Gyöngyösi István; Magyarságtudomány, Bp., 1936 (A Magyarságtudomány tanulmányai)
- Görög-római mythologia. A klasszikus ókor istenei és hősmondái; Győző, Bp., 1936
- A régi Pest-Buda. Egykorú képek és leírások; összeáll. Trencsényi-Waldapfel Imre; Officina, Bp., 1937 (Officina képeskönyvek)
- Christophorus; Arany János Ny., Bp., 1937
- Petrolay Margit–Trencsényi Waldapfel Imre: A csodatoll; Dante, Bp., 1940
- Petrolay Margit–Trencsényi Waldapfel Imre: Az igazi királyfi; Dante, Bp., 1940
- Erasmus és magyar barátai. Budapest, 1941
- Pest-budai múzsa; Officina, Bp., 1942 (Officina képeskönyvek)
- Laudes et luctus Regiae Budae. Ex collectione Emerici Trencsényi-Waldapfel; Officina, Bp., 1943 (Officina Hungarica)
- Görög irodalom. In A világirodalom története. I. köt. Budapest, 1944
- Ádám és Ahasverus. Az ember tragédiája forrásaihoz és értelmezéséhez; Magyar Irodalomtörténeti Társaság, Bp., 1947 (Irodalomtörténet III., 1600-1849)
- A görög szabadságért; sajtó alá rend. Szendrő Ferenc, Tiszay Andor, Trencsényi-Waldapfel Imre; Segítséget a görög népnek Országos Bizottsága, Bp., 1948
- Görög-római mythologia. A klasszikus ókor istenei és hősmondái; 2. bőv. kiad.; Győző, Bp., 1948
- Humanizmus és marxizmus. Budapest, 1948
- Világirodalom. 2. félév; Tankönyvkiadó, Bp., 1951 (Eötvös Loránd Tudományegyetem Bölcsészkarának jegyzetei)
- Világirodalmi antológia. Egyetemi segédkönyv; szerk. Trencsényi-Waldapfel Imre; Tankönyvkiadó, Bp., 1952-1962
- Aristophanes pályakezdése. MTA Nyelv- és Irodalomtudományi Osztály Közleményei, 1957
- Előre az úttörőcsapatok megújhodásáért! Trencsényi Waldapfel Imre előadói beszéde, Köböl József hozzászólásával. Az úttörőcsapatok szervezési szabályzata; Magyar Úttörők Szövetsége, Bp., 1957
- Ciceron et Lucréce. Acta Antiqua Academiae Scientiarum Hungaricae,[10] 1958
- Vallástörténeti tanulmányok; Akadémiai, Bp., 1959
- Trencsényi-Waldapfel Imre–Dobrovits Aladár–Hahn István: Előadások a vallás és az ateizmus történetéről 1.; ELTE, Bp., 1960
- Gyermekeink boldogsága; bev. Szabó Imre; Ifjúsági Lapkiadó, Bp., 1963 (Úttörővezetők kiskönyvtára)
- Klasszikus arcképek : 1-10. Budapest, 1964
- Humanizmus és nemzeti irodalom. Budapest, 1966[11]
- Görög regék. Budapest, 1967
- Előadások a görög nevelés elméletéről; szerk. Trencsényi László; OKKER Oktatási Iroda, Bp., 1998
- W. Petrolay Margit és Trencsényi W. Imre: A holdbéli leány  Uj idők Irodalmi Intézet Rt.,  Bp., 1948

### Műfordítások

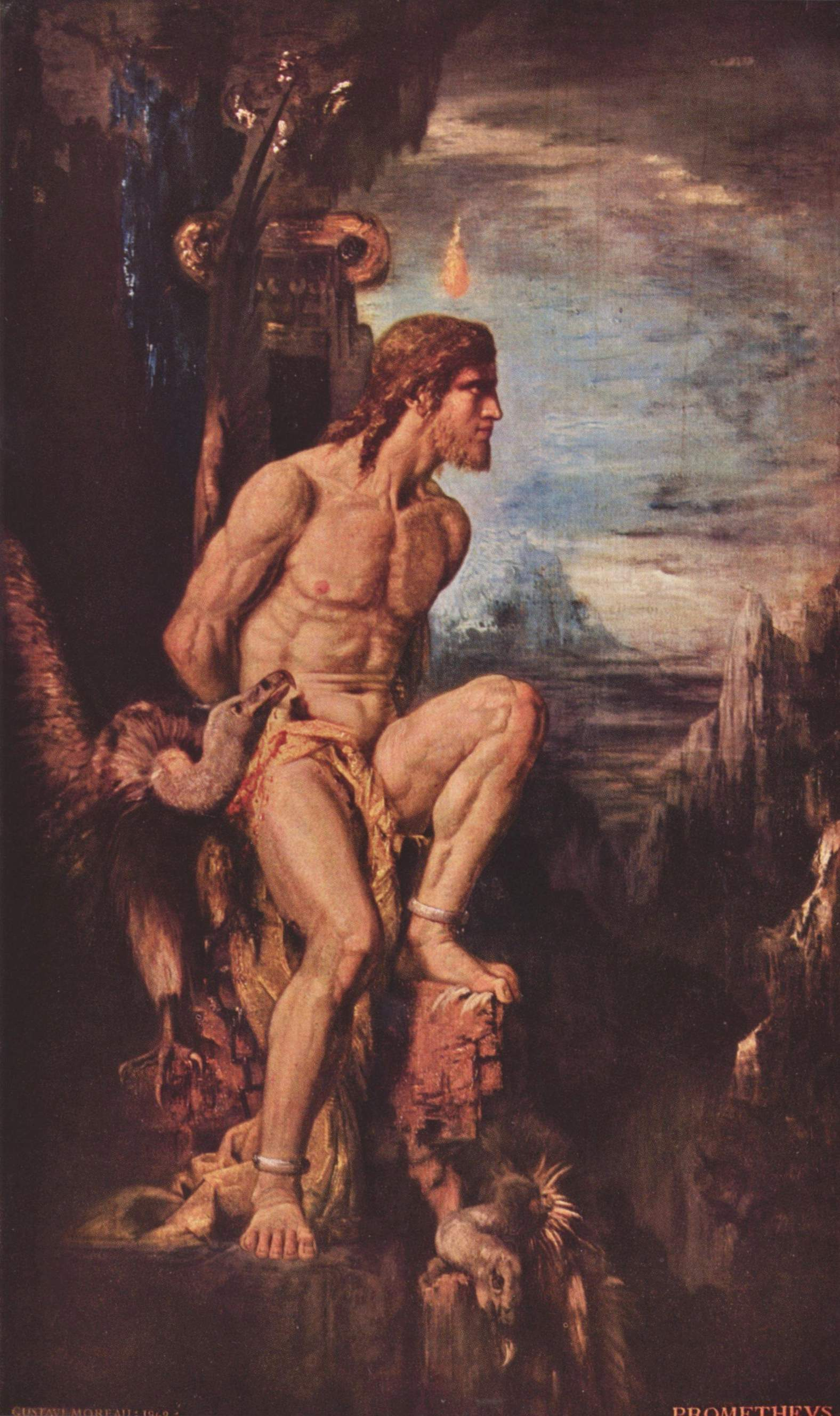
Gustave Moreau: Prométheusz

- Pásztori magyar Vergilius. Vergilius eclogáinak teljes szövege. Budapest, 1938
- Görög költők. Budapest, 1942
- Rotterdami Erasmus: Nyájas beszélgetések. Budapest, 1946[12]
- Sophoklés: Antigoné. Budapest, 1947
- Görög versek. Devecseri Gáborral. Budapest, 1947
- Hésiodos: Munkák és napok. Budapest, 1955 (Görög és Latin Irók. – Scriptores Graeci et Latini. 3.)
- Lukianos: Beszélgetés a táncról. Budapest, 1959
- Menandros: Az embergyűlölő. Budapest, 1960
- Terentus Afer, P.: Az élősdi. Budapest, 1961. (Görög és Latin Irók. – Scriptores Graeci et Latini. 4.)
- Aiszkhülosz: Prométheusz. In Aiszkhülosz drámái. Budapest, 1962
- Euripidész: Hippolütosz. In Euripidész: Tíz tragédia. Budapest, 1964
- Aiszkhülosz: Leláncolt Prométheusz. In: A világirodalom legszebb drámái. I. Budapest, 1965
- Hésiodos: Istenek születése. Budapest, 1967
- Ember vagy. Műfordítások; szerk. Szabó Kálmán; Európa, Bp., 1979; Gyoma

## Díjai
- Baumgarten-jutalom (1947)
- Magyar Köztársasági Érdemérem arany fokozat (1948)
- Baumgarten-díj (1949)
- A felső oktatás kiváló dolgozója (1953)
- Munka Érdemrend (1955, 1958, 1960, 1966)
- Munkásőr emlékérem (1962)
- Munka Érdemrend arany fokozat (1966)
- KISZ-érdemérem (1968)
- A Magyar Népköztársaság Állami Díja II. fokozat (1970) – a klasszika-filológia irodalmát jelentősen gazdagító irodalomtörténeti és vallástörténeti munkásságáért, valamint oktatói tevékenységéért